# Pallapalayam
Pallapalayam es una ciudad y nagar Panchayat situada en el distrito de Coimbatore en el estado de Tamil Nadu (India). Su población es de 11910 habitantes (2011).

## Demografía
Según el censo de 2011 la población de Pallapalayam era de 11910 habitantes, de los cuales 5993 eran hombres y 5917 eran mujeres. Pallapalayam tiene una tasa media de alfabetización del 89,04%, superior a la media estatal del 80,09%: la alfabetización masculina es del 93,55%, y la alfabetización femenina del 84,50%.